# Dirección General de la Costa y el Mar
La Dirección General de la Costa y el Mar (DGCM) de España es el órgano directivo del Ministerio para la Transición Ecológica y el Reto Demográfico, adscrito a la Secretaría de Estado de Medio Ambiente, que asume la gestión del dominio público marítimo-terrestre y el desarrollo de las políticas de conservación de la costa y el mar.
Asimismo, se encarga de coordinar, junto con comunidades autónomas, entidades locales y organismos públicos, las actuaciones o proyectos que contribuyan a la protección y conservación de la costa y el mar; y de dirigir las demarcaciones y servicios provinciales de costas como servicios territoriales no integrados.

## Historia
La Dirección se crea en 1991 bajo la denominación de «Dirección General de Costas» al dividirse las competencias de la Dirección General de Puertos y Costas de la Secretaría de Estado para las Políticas del Agua y el Medio Ambiente en dos órganos directivos, la dirección general ya mencionada, y la Dirección General de Puertos.
Este órgano asumía principalmente la determinación, gestión y protección del dominio público marítimo-terrestre y se estructuraba en dos subdirecciones generales, una para la protección y restauración y otra para la administración del dominio. Unos meses más tarde, se creó una tercera subdirección general para la Normativa y Gestión Administrativa del dominio.
Tras su integración en el Ministerio de Medio Ambiente se reformó, volviendo a tener dos subdirecciones generales, pues se suprimió la creada en 1992 cuyo personal pasó a integrarse directamente en la dirección general. Durante los años siguientes adquirió algunas competencias más concretas y, sobre todo, de ámbito internacional, al darle la potestad de participar en organismos y negociar convenios internacionales sobre costas.
En el primer Gobierno de José Luis Rodríguez Zapatero, el órgano directivo adquiere un mayor enfoque económico y de conservación de la costa, creándose también una División de Protección del Medio y los Ecosistemas Marinos para formular «estrategias, directrices de ordenación, planes y programas para la conservación de la diversidad biológica y de los recursos genéticos en el medio y los ecosistemas marinos y de especies marinas incluidas en el Catálogo nacional de especies amenazadas, así como los informes previos a la declaración de impacto ambiental en lo que hace referencia al medio marino».
Es también en esta época cuando la subdirección general destinada a la conservación y cuidado del dominio, se renombra como Subdirección General para la Sostenibilidad de la Costa debido al enfoque que se le quería dar al órgano, un matiz que culminaría en 2008 al renombarse el órgano directivo como «Dirección General de Sostenibilidad de la Costa y del Mar».
Esta última reforma también trajo un aumento de competencias, al integrarse en ésta el Centro para la Prevención y Lucha contra la Contaminación Marítima y del Litoral. En 2010 se renombró la división del órgano como División para la Protección del Mar y continuó la ampliación y especialización de sus competencias. En 2012 se creó la Comisión Interministerial de Estrategias Marinas, cuya vicepresidencia ostenta el titular de la dirección general. En octubre de 2017 se sustituyó la división por la Subdirección General para la Protección del Mar.
En 2020, se renombra como «Dirección General de la Costa y el Mar», manteniendo su estructura pero perdiendo las funciones relativas a biodiversidad marina, que se traspasaron a la Dirección General de Biodiversidad, Bosques y Desertificación.

## Estructura y funciones
De la Dirección General dependen los siguientes órganos:
- La Subdirección General de Dominio Público Marítimo-Terrestre, que le corresponde la determinación del dominio público marítimo terrestre mediante el procedimiento de deslinde, así como la adopción de las medidas necesarias para asegurar su integridad y adecuada conservación; la gestión del dominio público marítimo terrestre, en particular de la ocupación o aprovechamiento, y su tutela y policía; la emisión del informe relativo a la reserva del dominio público marítimo-terrestre y la representación del Ministerio en la suscripción del acta correspondiente; la adscripción de bienes de dominio público marítimo-terrestre a las comunidades autónomas para la construcción de nuevos puertos y vías de transporte de titularidad de aquellas, o de ampliación o modificación de los existentes; la gestión del régimen económico y financiero del dominio público marítimo-terrestre; y la emisión de los informes previos a la aprobación provisional y definitiva de los planes urbanísticos litorales.
- La Subdirección General para la Protección de la Costa, a la que le corresponde la protección y conservación de los elementos que integran el dominio público marítimo-terrestre, en particular, de las playas, sistemas dunares y humedales litorales, así como la redacción, realización, supervisión, control e inspección de estudios, proyectos y obras de defensa y restauración; la elaboración del proyecto de presupuesto de la Dirección General, así como su control y seguimiento; la tramitación y gestión de contratos, la revisión y control de las certificaciones de obras y la documentación contable inherente; la programación, seguimiento y evaluación de los proyectos financiables con fondos europeos; la promoción y coordinación de planes, programas y medidas para la adaptación al cambio climático en el litoral, incluyendo la redacción, realización, supervisión, control e inspección de estudios, proyectos y obras para dicha finalidad; la participación, en representación del Ministerio, en los organismos internacionales y seguimiento de los convenios internacionales en materia de protección de la costa, adaptación de la costa al cambio climático y gestión integrada de zonas costeras; el desarrollo de las competencias del Departamento derivadas de la Directiva Marco del Agua en aguas costeras y de transición en lo que afecta al litoral, así como de la Directiva sobre evaluación y gestión de los riesgos de inundación en lo referente a la inundación costera; la elaboración de informes técnicos en el procedimiento de evaluación de impacto ambiental referentes al medio costero; la coordinación de la aplicación en España de la gestión integrada de zonas costeras.
- La Subdirección General para la Protección del Mar, a la que le corresponde las funciones derivadas de las competencias que la Ley de Protección del Medio Marino de 2010, atribuye al Ministerio para la Transición Ecológica y el Reto Demográfico, en lo referente a las estrategias marinas y los informes preceptivos referentes a vertidos, actividades y proyectos en el medio marino; el seguimiento de las especies y hábitats marinos en el marco de las estrategias marinas, en colaboración y coordinación con la Dirección General de Biodiversidad, Bosques y Desertificación (DGBBD), de forma que este seguimiento cumpla con los requisitos exigidos por la normativa europea, y en particular la Directiva Marco sobre la Estrategia Marina, la Directiva Hábitats y la Directiva Aves; el desarrollo de las competencias del Departamento derivadas de la Directiva Marco del Agua en aguas costeras en lo que afecta al medio marino, y en particular la coordinación con las comunidades autónomas costeras; el desarrollo de directrices comunes para las actuaciones humanas en el medio marino, con el fin de garantizar la coherencia con los objetivos de las estrategias marinas; la participación en representación del Ministerio en los organismos y convenios internacionales en materia de protección del medio marino, en coordinación con la DGBBD y con otros departamentos, así como el ejercicio de la función de punto focal nacional en el Convenio sobre la protección del medio marino del Atlántico Nordeste (convenio OSPAR) y en el Convenio para la protección del mar Mediterráneo contra la contaminación (Convenio de Barcelona); la elaboración de informes previos en el procedimiento de evaluación de impacto ambiental referentes al medio marino; la elaboración o dirección de estudios, propuestas y planes, en materia de protección del litoral frente a la contaminación marítima accidental y, en particular, la aplicación del Plan Estatal de Protección de la Ribera del Mar contra la Contaminación; la colaboración con el Ministerio de Transportes, Movilidad y Agenda Urbana y otros departamentos ministeriales para potenciar las actuaciones en materia de protección de la ribera del mar; así como la ordenación del espacio marítimo.

## Directores generales
1. Fernando Javier Osorio Páramo (1991-1996)
2. Fernando Marín Castán (1996-2000)
3. José Trigueros Rodrigo (2000-2004)
4. José Fernández Pérez (2004-2008)
5. Alicia Paz Antolín (2008-2010)
6. Pedro Antonio Ríos Martínez (2010-2012)
7. Pablo Saavedra Inaraja (2012-2015)
8. Raquel Orts Nebot (2015-2018)
9. Ana María Oñoro Valenciano (2018-)